# Temnora nephele
Temnora nephele är en fjärilsart som beskrevs av Clark 1922. Temnora nephele ingår i släktet Temnora och familjen svärmare. Inga underarter finns listade i Catalogue of Life.